# لاري ويلسون (كاتب)
لاري ويلسون (بالإنجليزية: Larry Wilson)‏ هو منتج أفلام وكاتب سيناريو أمريكي، ولد في 23 يناير 1948 في كاليفورنيا في الولايات المتحدة.

## وصلات خارجية
- لاري ويلسون على موقع IMDb (الإنجليزية)
- لاري ويلسون على موقع ألو سيني (الفرنسية)
- لاري ويلسون على موقع أول موفي (الإنجليزية)
- لاري ويلسون على موقع قاعدة بيانات الأفلام السويدية (السويدية)
- لاري ويلسون على موقع قاعدة بيانات الفيلم (الإنجليزية)
- لاري ويلسون على موقع كينوبويسك (الروسية)